# Guifette
Chlidonias
Genre
Chlidonias est un genre qui regroupe quatre espèces d'oiseaux appartenant à l'ancienne famille des Sternidae actuellement incluse dans celle, plus vaste, des Laridae. Ses oiseaux portent le nom normalisé de guifette.
Chlidonias provient de khelidon signifiant hirondelle en grec.

## Liste des espèces
D'après la classification de référence (version 14.1, 2024) de l'Union internationale des ornithologues, il y a 4 espèces du genre Chlidonias (ordre philogénique) :
- Chlidonias hybrida (Pallas, 1811) – Guifette moustac ;
- Chlidonias albostriatus (Gray, GR, 1845) – Guifette des galets ;
- Chlidonias niger (Linnaeus, 1758) – Guifette noire ;
- Chlidonias leucopterus (Temminck, 1815) – Guifette leucoptère.